# Walckenaeria subspiralis
Walckenaeria subspiralis är en spindelart som beskrevs av Alfred Frank Millidge 1983. Walckenaeria subspiralis ingår i släktet Walckenaeria och familjen täckvävarspindlar. Inga underarter finns listade i Catalogue of Life.